# Revolution (더 더블리너스의 음반)
《Revolution》은 아일랜드의 포크 그룹 더 더블리너스의 여섯 번째 정규 음반이자 열 번째 음반이다. 필 쿨터가 프로듀서로 참여한 두 번째 음반이다. 이 음반은 더 더블리너스의 경력에 있어서도 획기적인 음반이었다. 이 음반을 통해 그룹의 사운드가 발달하였으며, 쿨터는 레코드에서 피아노를 연주하는 것뿐만 아니라 다른 악기 연주자들도 데려왔다. 음반에는 쿨터가 다운 증후군을 앓고 있는 자신의 아들에 대한 곡 "Scorn Not His Simplicity"와 루크 켈리가 쓴 시 "For What Died The Sons of Róisín?"이 실려져 있다.
이 음반은 1999년 차임 레코드에서 재발매되었다.

## 트랙 리스트

### 사이드 원
1. "Alabama '58"
2. "The Captains and the Kings"
3. "School Days Over"
4. "Sé Fáth Mo Bhuartha"
5. "Scorn Not His Simplicity"
6. "For What Died the Sons of Róisín?"
7. "Joe Hill"

### 사이드 투
1. "Ojos Negros"
2. "The Button Pusher"
3. "The Bonny Boy"
4. "The Battle of the Somme/Freedom Come-All-Ye"
5. "Biddy Mulligan"
6. "The Peat Bog Soldiers"